# Brigitte Thonhauser-Merk

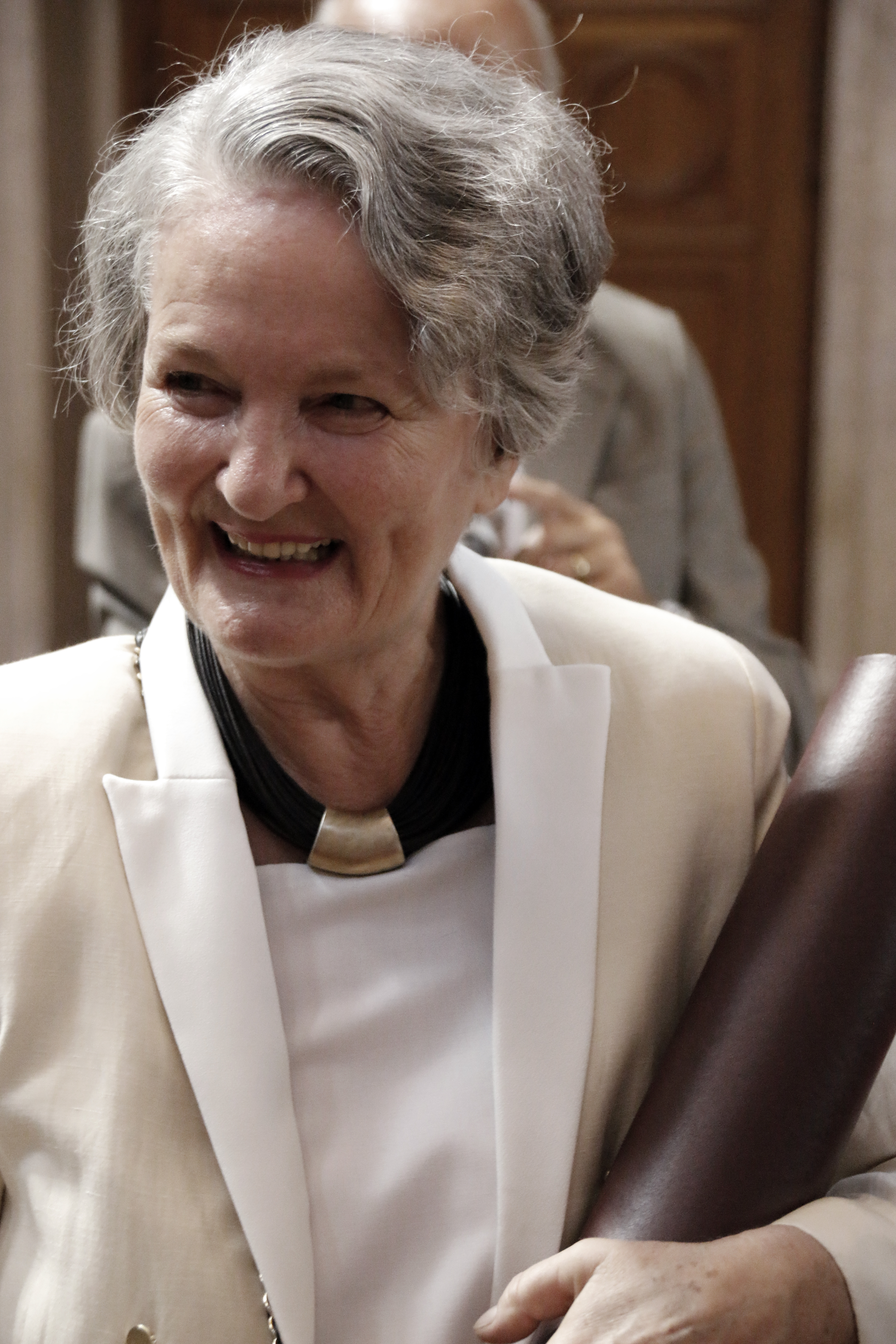
Brigitte Thonhauser-Merk bei der Master of Arts-Verleihung an der Universität Wien (2014)

Brigitte Thonhauser-Merk (* 18. Februar 1943 in Wien, Österreich) ist eine österreichische Malerin, Grafikerin und Autorin.

## Leben und Werk
Inspiriert durch das kulturelle Erbe des Wiener Jugendstils sowie durch Kubismus und Expressionismus begann sie in jungen Jahren ihre Welt in Ölkreide auszudrücken. 1962 erhielt sie, verliehen durch die Kunstpädagogin Gerda Matejka-Felden, den 1. Preis bei einem Zeichenwettbewerb in der Akademie am Schillerplatz in Wien. Das Stillleben in Ölkreide wurde anschließend in der Wiener Secession ausgestellt.
Die folgenden 30 Jahre widmete sie sich vor allem ihrer Familie. 1996 wendete sie sich wieder der bildenden Kunst zu und wurde dabei von ihren Mentoren Colnago, Schnetzinger und Hübler begleitet und beschäftigte sich mit Ölmalerei. Die frühen 2000er Jahre markieren einen Wendepunkt im Werdegang Merks.
Im Alter von 65 nahm sie ein Studium der Kunstgeschichte und auf, das sie 2014 an der Universität Wien mit dem Master of Arts abschloss. Thonhauser-Merk hat vier Kinder, lebt und arbeitet in Perchtoldsdorf bei Wien.
Ihr Werk von rund 2.000 Arbeiten umfasst Gemälde, Zeichnungen, Grafiken, Collagen und Plastiken, die in 120 Ausstellungen auf vier Kontinenten zu sehen waren.
Zu den bekannteren Werken Merks gehört das Gemälde Gelbes Bouquet (2016), das 2017 in Dubai mit dem Global Art Award in der Sparte „Illustration“ ausgezeichnet wurde.
Aktuelle Werke werden in Galerien in Paris, Wien und New York gezeigt.
Ihren künstlerischen Stil, in dem figurative Malerei mit abstrakten Elementen und starken Farben verbindet, beschreibt sie als „Subrealismus“ und lässt sich als figurative Themenwelt mit abstrakter Dissonanz und starker Farbgebung beschreiben.

## Auszeichnungen (Auswahl)
- Akademie am Schillerplatz 1962: Erster Platz bei Zeichenwettbewerb, verliehen durch Gerda Matejka-Felden in der Akademie am Schillerplatz in Wien
- Palm Award 2006: Medaille & Certificate of Excellence, Leipzig
- Toile d’Or (Goldene Leinwand) 2006 & 2010: Fédération Nationale de la Culture Française (FNCF)
- Premio Firenze 2008, Florenz
- Trophée „Europe Argent“ Art Moderne  & Contemporain 2008, Gam’Art, Fréjus
- Médaille de Vermeil 2009, Arts-Sciences-Lettres, Paris
- Consécration et Médaille 2009 & 2010 beim Concours International d’Art Moderne, FNCF, Fréjus
- Prix de la Vieille Mandelieu-la-Napoule 2011 in Cannes, überreicht von Marina Picasso
- Certificat d’Art Moderne „Révélation“ 2011 beim Concours International, FNCF, Fréjus
- Mérite Culturel Français 2012, Paris
- Grande Médaille d’Or, Mérite Culturel 2013
- Premio Sandro Boticelli 2015, Florenz
- Premio Diego Velazquez 2017: Ehrenmitgliedschaft der Accademia Italia in Arte nel Mondo, Brindisi/Lecce
- Palm Award 2017: Certificate of Excellence, Leipzig
- Global Art Award Dubai 2017: Erster Preis für Illustration, Dubai
- Médaille d’Or 2018: Arts-Sciences-Lettres, Paris
- Artya Awards 2019: ARTtour international Magazine with Artists for a green planet, New York[6]
- 37. Österreichischer Grafikwettbewerb 2021: Preis des Georg und Alice Eisler – Fonds für bildende Künstler und Komponisten, Innsbruck[7]

## Ausstellungen (Auswahl)

### Ausstellungen in Wien
- 2002: Palmenhaus Schloss Schönbrunn
- 2005: Aktionsradius Augarten
- 2007: Wasserturm am Wienerberg
- 2011: Villa Wertheimstein
- 2010/2013/2019: Rüstkammer der Burg Perchtoldsdorf
- Kunst.Lokal, Groß-Enzersdorf bei Wien 2020[8]

### Ausstellungen in Paris
- 2007–2017: Salon des Artistes Indépendants, Grand Palais
- 2008–2009: Salon d’Art Contemporain Carrousel du Louvre
- 2010: Galerie Mouvances, Place des Vosges
- 2011: Espace Pierre Cardin
- 2011: Centre Culturel Christiane Peugeot
- 2015: Salon d’Automne

### Internationale Ausstellungen
- 1962: Wiener Secession
- 1999: Galerie im Hoferhaus, Bad Aussee
- 2005: Bildungszentrum Raiffeisenhof, Graz
- 2005: Festival d’Aquarelle Brioude
- 2006: Art Domain Gallery/Palm Award Leipzig
- 2008: Europ’Art, Lausanne
- 2009: Palazzo Panciatichi, Florenz
- 2012/2014: Salon d’Automne en Israel, Tel Aviv-Jaffa
- 2012: Galleria Espositiva Baccina 66, Rom
- 2012: Passion Art Barcelona
- 2012: Galleria Trittico Art Museum Rom
- 2011: Exposition Internationale Artistes du Monde, Cannes
- 2013: Euro-Asia Gallery Izmir
- 2014: Arte Catania, Ex-Manufattura Tabacchi, Catania
- 2015: Salon d’Automne Paris 2015
- 2016: Lessedra Gallery, Sofia 2016
- 2016: Museo Regionale Agostino Pepoli, Biennale di Palermo
- 2017: The Project Room/Galerie Bruno Massa, New York
- 2019: NYA Art Center Tribeca, New York